# Het oké-parfum
Het oké-parfum is het 249e stripverhaal van Jommeke. De reeks wordt getekend door Studio Jef Nys. Het album verscheen op 3 februari 2010.

## Personages
In dit verhaal spelen de volgende personages mee:
- Jommeke, Flip, Filiberke, Annemieke en Rozemieke, Professor Gobelijn, Anatool, Koningin van Onderland, Zazof, Kwak en Boemel

## Verhaal
Annemieke en Rozemieke worden tot vervelens toe geplaagd door een vervelende jongen. Ondertussen spelen Jommeke en Filiberke zeerover tot plots vies schuim in de beek terechtkomt. Jommeke, Filiberke en de Miekes gaan langs professor Gobelijn, die op basis van zijn eerder uitgevonden vredesgas een parfum maakt. De professor maakt ook pillen en pijltjes met vloeistof van het vredesgas. Bij de plaagstok van de Miekes werkt het middel meteen. Bij gebrek aan mensen met een slecht karakter gaan ze langs Anatool. Onder invloed van het parfum schenkt hij zijn huis aan Kwak en Boemel. Het parfum werkt slechts tijdelijk. Na uitwerking van het middel is Anatool boos en steelt oké-parfum bij de professor. Hij bezoekt hiermee de rijke mensen die hem al hun geld geven. Hij wil ook in het kasteel van de koningin van Onderland wonen. Bij de koningin van Onderland lijkt het parfum niet te werken. Na enkele mislukte pogingen werkt het parfum en geeft ze haar kasteel aan Anatool.
Intussen delen Jommeke en Filiberke oké-parfum uit in heel Zonnedorp. Filiberke wil het parfum uitproberen op de koningin van Onderland en rent naar het kasteel. Plots valt hij en staat oog in oog met de Koningin van Onderland. Ze is nog steeds vriendelijk door het Oké-parfum en helpt Filiberke naar huis. Later keert haar slechte karakter terug, ze ontdekt dat het parfum goede mensen een slecht karakter geeft. Anatool en de koningin van Onderland werken samen om zich op Jommeke eens en voor altijd te wreken. Ondertussen ontdekt ook de professor dat het parfum omgekeerd werkt maar valt bewusteloos neer. Anatool laat de professor het parfum inademen. Hierdoor werkt hij mee aan zijn boze plannen. De professor stuurt Jommeke met een speciale pil het kasteel in. Jommeke en Flip worden echter gevangengenomen en opgesloten in de kerker. Filiberke laat de professor schrikken waardoor hij zijn normale karakter terugkrijgt. De professor gooit oké-bommetjes in het kasteel. Hierdoor krijgen de koningin en Anatool een goed karakter. Jommeke en Flip worden vrijgelaten.

## Achtergronden bij het verhaal
- Een verwijzing naar een horrorfilm uit 1980. Op pagina 27 hakt de koningin van Onderland de deur met haar zwaard stuk en zegt, "hier is Prutella", terwijl ze haar hoofd door de stukgeslagen deur steekt. Gelijkaardig met de scène uit "The Shining". Jack Nicholson deed het ook in de film, met de woorden, "Here's Johnny".
- Dit bevat meteen ook een spelfout, namelijk Prutella, de naam van De koningin van Onderland moet Prutelia zijn.
- In het album Het monster in de ruïne werd er al door de professor een gelijkaardig vredesgas uitgevonden die het karakter van een mens ook kon verbeteren.
- Anatool zingt " mooi, het leven is mooi", een liedje van Will Tura.
- De koningin van Onderland zingt in dit verhaal Ik ben vandaag zo vrolijk, een bekend kinderliedje van Herman van Veen.